# Konstantin VI. (Armenien)
Konstantin VI. (armenisch Կոստանդին; † 1373) war von 1362 bis 1373 König von Kleinarmenien. Er war ein Sohn von Hethum von Neghir, einem Neffen von Hethum II. Konstantin gelangte nach dem Tod seines Cousin Konstantin V. auf den Thron. Er heiratete dessen Witwe, Marie von Armenien, eine Tochter des Oschin von Korykos. Konstantin VI. gehörte der Lusignan-Dynastie an.
Konstantin bildete eine Allianz mit Peter I., dem König von Zypern gegen die Karamaniden und gab ihm den Hafen und die Festung Korykos als Gegenleistung für die militärische Hilfeleistung. Nach dem Tod Peters im Jahr 1369, versuchte Konstantin einen Vertrag mit al-Aschraf Schaban, dem Mamluken-Sultan von Ägypten, zu schließen. Die armenischen Barone waren mit seiner Politik unzufrieden, sie befürchteten die Annexion Kleinarmeniens durch den Sultan. 1373 wurde Konstantin ermordet. Sein Nachfolger wurde sein entfernter Cousin Leon VI., der letzte König des Armenischen Königreichs von Kilikien, der seine Regentschaft in Kilikien ausübte.